# رشاد مور
رشاد مور (بالإنجليزية: Rashad Moore)‏ هو لاعب كرة قدم أمريكية أمريكي، ولد في 16 مارس 1979.

## وصلات خارجية
- رشاد مور على موقع مرجع كرة القدم المحترفة.كوم (الإنجليزية)